# Vladychen
Vladychen  (ucraniano: Владичень) es una localidad del Raión de Bolhrad en el Óblast de Odesa de Ucrania. Según el censo de 2001, tiene una población de 1263 habitantes.